# Championnat de Suisse féminin de football
Pour les articles homonymes, voir Ligue nationale A et Women's Super League.
L'AXA Women's Super League (AWSL), anciennement appelée Ligue nationale A (LNA), est le championnat de Suisse féminin de football de plus haut niveau, créée en 1970.

## Histoire
Le premier championnat féminin de football de Suisse a lieu en 1970, remporté par le Damen Football Club Aarau, à l'initiative de la Ligue suisse de football féminin, qui a été fondée le 24 avril. La première sélection suisse joue son 1er match amical en novembre de la même année avec pas moins de sept joueuses francophones, sept valaisannes, dont Madeleine Boll, la pionnière la plus connue. Lors de la saison 1992-1993, la Ligue est dissoute et une intégration complète à l'association faitière masculine, l'Association suisse de football, est opérée.
La plus haute ligue nationale est nommée Ligue nationale A en 1987-1988, puis renommée National League A+ (NLA+) Ladies First lors de la saison 2018-2019 pour le développement de l'image médiatique. De son côté, la Ligue nationale B est créée en 1990-1991.
Le 24 avril 2020, en pleine pandémie de Covid-19, le football féminin suisse fête son jubilé de manière silencieuse au vu du confinement imposé et l'arrêt des championnats. Un message du président de l'ASF, Dominique Blanc, est enregistré lors du confinement, plein d'espoir pour le développement et l'émancipation du football féminin,,.
Le 1er juillet 2020, le championnat devient l'AXA Women's Super League, grâce au partenariat signé avec la compagnie d'assurances Axa,. Il bénéficie également d'une diffusion nouvelle de neuf matches au maximum par saison en direct sur les chaînes de la SSR (SRF, RTS, RSI).

### Identité visuelle (logo)

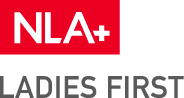
Logo pour la NLA de 2018 à 2020, en version complète.
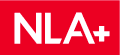
Logo en version épurée.
Logo depuis la saison 2020-2021.

## Format
La compétition commence début août et se termine début juin. Il y a une trêve entre mi-décembre et début février. Le championnat compte 8 équipes et est organisée selon le système à 3 points. Chaque équipe joue 28 matchs. L'équipe terminant 8e et dernière descend en Ligue nationale B. Celle-ci compte 10 équipes dont la première au classement montent en LNA. Les équipes championne et vice-championne se qualifient pour le premier tour de qualifications de la Ligue des champions la saison suivante.

## Clubs actuels
| \| FC Bâle Grasshopper FC Lucerne Servette FC Chênois BSC Young Boys FC Saint-Gall FC Zurich FC Aarau FC Rapperswil · -Jona FC Thoune \| Localisation des clubs engagés dans le championnat. |
| FC Bâle Grasshopper FC Lucerne Servette FC Chênois BSC Young Boys FC Saint-Gall FC Zurich FC Aarau FC Rapperswil · -Jona FC Thoune                                                           |

| Club                    | Stade                     | Entraîneur            |
| ----------------------- | ------------------------- | --------------------- |
| FC Aarau                | Sportanlage Schachen      | Raimondo Ponte        |
| FC Bâle                 | Nachwuchs-Campus Basel    | Kim Kulig             |
| Grasshopper Club Zurich | GC-Campus                 | Anne Pochert (de)     |
| FC Lucerne              | Hubelmatt                 | David Edmondson       |
| FC Rapperswil-Jona      | Stadion Grünfeld (de)     | Bruno Schyrr          |
| FC Saint-Gall           | Stade de l'Espenmoos      | Marisa Wunderlin      |
| Servette FC Chênois     | Stade de la Fontenette    | Jose Barcala          |
| FC Thoune               | Sportplatz Burgerweg      | Manuel Bregy          |
| BSC Young Boys          | Kunstrasenfeld Wyler      | Imke Wübbenhorst (de) |
| FC Zurich               | Sportanlage Heerenschürli | Jacqueline Dünkler    |

## Palmarès

### Palmarès par saison
| Édition | Saison    | Champion             |
| ------- | --------- | -------------------- |
| 1re     | 1970-1971 | DFC Aarau            |
| 2e      | 1971-1972 | DFC Aarau            |
| 3e      | 1972-1973 | DFC Aarau            |
| 4e      | 1973-1974 | DFC Aarau (4)        |
| 5e      | 1974-1975 | DFC Alpnach (1)      |
| 6e      | 1975-1976 | DFC Sion             |
| 7e      | 1976-1977 | DFC Sion (2)         |
| 8e      | 1977-1978 | DFC Bern             |
| 9e      | 1978-1979 | DFC Bern             |
| 10e     | 1979-1980 | SV Seebach Zurich    |
| 11e     | 1980-1981 | SV Seebach Zurich    |
| 12e     | 1981-1982 | SV Seebach Zurich    |
| 13e     | 1982-1983 | SV Seebach Zurich    |
| 14e     | 1983-1984 | DFC Bern             |
| 15e     | 1984-1985 | SV Seebach Zurich    |
| 16e     | 1985-1986 | DFC Bern             |
| 17e     | 1986-1987 | SV Seebach Zurich    |
| 18e     | 1987-1988 | SV Seebach Zurich    |
| 19e     | 1988-1989 | CF Rapid Lugano (1)  |
| 20e     | 1989-1990 | SV Seebach Zurich    |
| 21e     | 1990-1991 | SV Seebach Zurich    |
| 22e     | 1991-1992 | DFC Bern             |
| 23e     | 1992-1993 | SV Seebach Zurich    |
| 24e     | 1993-1994 | SV Seebach Zurich    |
| 25e     | 1994-1995 | DFC Bern             |
| 26e     | 1995-1996 | DFC Bern             |
| 27e     | 1996-1997 | DFC Bern             |
| 28e     | 1997-1998 | SV Seebach Zurich    |
| 29e     | 1998-1999 | FC Schwerzenbach (1) |
| 30e     | 1999-2000 | DFC Bern             |
| 31e     | 2000-2001 | DFC Bern             |
| 32e     | 2001-2002 | FC Sursee            |
| 33e     | 2002-2003 | FC Sursee            |
| 34e     | 2003-2004 | FC Sursee            |
| 35e     | 2004-2005 | SC LUwin.ch          |
| 36e     | 2005-2006 | SC LUwin.ch (5)      |
| 37e     | 2006-2007 | FFC Zuchwil 05 (1)   |
| 38e     | 2007-2008 | FFC Zurich Seebach   |
| 39e     | 2008-2009 | FC Zurich            |
| 40e     | 2009-2010 | FC Zurich            |
| 41e     | 2010-2011 | BSC Young Boys       |
| 42e     | 2011-2012 | FC Zurich            |
| 43e     | 2012-2013 | FC Zurich            |
| 44e     | 2013-2014 | FC Zurich            |
| 45e     | 2014-2015 | FC Zurich            |
| 46e     | 2015-2016 | FC Zurich            |
| 47e     | 2016-2017 | FC Neunkirch (1)     |
| 48e     | 2017-2018 | FC Zurich            |
| 49e     | 2018-2019 | FC Zurich            |
| 50e     | 2019-2020 | Aucun vainqueur      |
| 51e     | 2020-2021 | Servette FCCF        |
| 52e     | 2021-2022 | FC Zurich            |
| 53e     | 2022-2023 | FC Zurich (24)       |
| 54e     | 2023-2024 | Servette FCCF (2)    |
| 55e     | 2024-2025 | BSC Young Boys (12)  |

### Palmarès par club
| Rang | Club                                                                     | Titres |
| ---- | ------------------------------------------------------------------------ | ------ |
| 1    | FC Zurich (SV Seebach Zurich et FFC Zurich Seebach)                      | 24     |
| 2    | BSC Young Boys (DFC Bern)                                                | 12     |
| 3    | FC Lucerne (FC Sursee et SC LUwin.ch)                                    | 5      |
| 4    | DFC Aarau                                                                | 4      |
| 5    | FC Sion Servette FC Chênois                                              | 2      |
| 7    | DFC Alpnach CF Rapid Lugano FC Schwerzenbach FFC Zuchwil 05 FC Neunkirch | 1      |

| \| Rang \| Canton \| Titres \| \| ---- \| ------------------------------------ \| ------ \| \| 1 \| Zurich (FC Zurich, FC Schwerzenbach) \| 25 \| \| 2 \| Berne (BSC Young Boys) \| 12 \| \| 3 \| Lucerne (FC Lucerne) \| 5 \| \| 4 \| Argovie (DFC Aarau) \| 4 \| \| 5 \| Valais (DFC Sion) \| 2 \| \| 5 \| Genève (Servette FC Chênois) \| 2 \| \| 6 \| Obwald (DFC Alpnach) \| 1 \| \| 6 \| Tessin (Rapid Lugano) \| 1 \| \| 6 \| Soleure (FFC Zuchwil 05) \| 1 \| \| 6 \| Schaffouse (FC Neunkirch) \| 1 \| | Le graphique qui aurait dû être présenté ici ne peut pas être affiché car il utilise l'ancienne extension Graph, désactivée pour des questions de sécurité. Des indications pour créer un nouveau graphique avec la nouvelle extension Chart sont disponibles ici . |        |
| Rang | Canton | Titres |
| 1 | Zurich (FC Zurich, FC Schwerzenbach) | 25     |
| 2 | Berne (BSC Young Boys) | 12     |
| 3 | Lucerne (FC Lucerne) | 5      |
| 4 | Argovie (DFC Aarau) | 4      |
| 5 | Valais (DFC Sion) | 2      |
| 5 | Genève (Servette FC Chênois) | 2      |
| 6 | Obwald (DFC Alpnach) | 1      |
| 6 | Tessin (Rapid Lugano) | 1      |
| 6 | Soleure (FFC Zuchwil 05) | 1      |
| 6 | Schaffouse (FC Neunkirch) | 1      |

## Meilleures buteuses
Le record du plus grand nombre de buts en une saison a été établi par l’allemande Inka Grings, en 2012–2013, dépassant ainsi le précédent record de Vanessa Bürki, établi à 28 buts depuis 2003-2004.
| Saison    | Meilleure(s) buteuse(s)                                                 | Club                                                        | Buts |
| --------- | ----------------------------------------------------------------------- | ----------------------------------------------------------- | ---- |
| 1998-1999 | Maria Macri                                                             | FCF Rapid Lugano                                            | 18   |
| 1999-2000 | Anouk Macheret                                                          | FC Bern                                                     | 17   |
| 2000-2001 | Sylvie Gaillard                                                         | FC Bern                                                     | 21   |
| 2001-2002 | Monica Di Fonzo Corina Theiler                                          | FC Sursee FC Bern                                           | 22   |
| 2002-2003 | Monica Di Fonzo                                                         | FC Sursee                                                   | 25   |
| 2003-2004 | Vanessa Bürki                                                           | FC Zuchwil                                                  | 28   |
| 2004-2005 | Isabelle Meyer                                                          | SC LUwin                                                    | 19   |
| 2005-2006 | Vanessa Bürki                                                           | FFC Zuchwil 05                                              | 23   |
| 2006-2007 | Kristina Šundov                                                         | FFC Zuchwil 05                                              | 18   |
| 2007-2008 | Veronica Maglia                                                         | FFC Bern                                                    | 18   |
| 2008-2009 | Ana-Maria Crnogorčević                                                  | FC Thun                                                     | 24   |
| 2009-2010 | Caroline Abbé Isabelle Meyer                                            | FC Yverdon Féminin Grasshopper Club Zurich                  | 14   |
| 2010-2011 | Veronica Maglia                                                         | BSC Young Boys                                              | 24   |
| 2011-2012 | Nadja Hegglin                                                           | SC Kriens                                                   | 27   |
| 2012-2013 | Inka Grings                                                             | FC Zurich                                                   | 38   |
| 2013-2014 | Fabienne Humm                                                           | FC Zurich                                                   | 19   |
| 2014-2015 | Patricia Willi                                                          | FC St. Gallen Frauen                                        | 17   |
| 2015-2016 | Fabienne Humm                                                           | FC Zurich                                                   | 18   |
| 2016-2017 | Valentina Bergamaschi                                                   | FC Neunkirch                                                | 20   |
| 2017-2018 | Eunice Beckmann Caroline Müller Patricia Willi                          | FC Basel Frauen Grasshopper Club Zürich FC Zürich Frauen    | 25   |
| 2018-2019 | Irina Brütsch Cara Curtin Fabienne Humm Kristina Maksuti Maeva Sarrasin | FC Lucerne FF Lugano FC Zürich Frauen FF Lugano Servette FC | 17   |
| 2019-2020 | Fabienne Humm                                                           | FC Zurich                                                   | 17,  |
| 2020-2021 | Stefanie da Eira                                                        | BSC Young Boys                                              | 23   |
| 2021-2022 | Sina Cavelti                                                            | FC Lucerne                                                  | 17   |
| 2022-2023 | Fabienne Humm Natalia Padilla-Bidas                                     | FC Zurich Servette FC                                       | 21   |